# 794 (szám)
A 794 (római számmal: DCCXCIV) egy természetes szám, félprím, a 2 és a 397 szorzata.

## A szám a matematikában
A tízes számrendszerbeli 794-es a kettes számrendszerben 1100011010, a nyolcas számrendszerben 1432, a tizenhatos számrendszerben 31A alakban írható fel.
A 794 páros szám, összetett szám, azon belül félprím, kanonikus alakban a 21 · 3971 szorzattal, normálalakban a 7,94 · 102 szorzattal írható fel. Négy osztója van a természetes számok halmazán, ezek növekvő sorrendben: 1, 2, 397 és 794.
A 794 négyzete 630 436, köbe 500 566 184, négyzetgyöke 28,17801, köbgyöke 9,25991, reciproka 0,0012594. A 794 egység sugarú kör kerülete 4988,84913 egység, területe 1 980 573,106 területegység; a 794 egység sugarú gömb térfogata 2 096 766 728,4 térfogategység.